# Samba le grand
Pour plus de détails, voir Fiche technique et Distribution.
Samba le grand est un court métrage d'animation nigérien réalisé en 1977 par Moustapha Alassane.

## Synopsis
Les aventures d’un héros légendaire qui, ébloui par la beauté d’une princesse, en demande la main. Celle-ci lui impose plusieurs épreuves dont il sort vainqueur, mais il doit encore et toujours prouver sa vaillance. Les deux jeunes gens réussiront-ils à se réunir ?

## Production
Le film est animé à l'aide de marionnettes.

## Édition en vidéo
Le court métrage est édité en DVD en 2009 chez p.o.m. films dans la collection "Petit à petit", regroupé avec trois autres courts métrages du même réalisateur : Bon voyage, Sim ; Retour d'un aventurier et Kokoa.